# 楊文綱
楊文綱（英語：Yeung Man Kong，1990年9月6日—），是香港籃球運動員，司職大前鋒，現時效力香港甲一籃球聯賽球隊滿貫。

## 籃球生涯
楊文綱生於香港，於12歲便成功入選NIKE League，在16歲時首次以香港學界體育聯會身份代表香港出戰亞洲中學生籃球錦標賽，最後得到季軍。他於2009年的Nike League贏得冠軍，賽後更被獲選為最有價值球員，並在同年獲教練翁金驊邀請正式加盟日域籃球隊，幫助球隊先奪得中級組銀牌冠軍，並在聯賽再下一城在決賽以84－61大勝旭暉，贏得甲二組冠軍，於2010年首次升上甲一組作賽。2016年憑楊文綱決賽攻入全場最高的 28分擊敗甲一組旭暉，幫助C2 Sports奪得第17屆康文盃籃球錦標賽冠軍。亦是球隊首次得到M22的冠軍。
在香港唯一的一次籃總盃，遊協對陣擁有外援助陣的建龍，上半場以55：25落後，遊協第3節起展開反擊，但到了第3節餘2分鐘多時鄭錦興受傷倒地，一度要由隊友攙扶出場。但遊協未有停止取分，第4節開始了4分鐘已反超比數。建龍在比賽末段再度拉近比分，比賽餘39.1秒時追至90：92，遊協在接下來的一波攻勢成功為楊文綱拉出空間、在右路近底線位置「long two」得手，將比分拉開到94：90，這名綽號「細肥」的內線好手之後更封下建龍球員的投射，遊協遂以4分之差獲勝、在A組出線半準決賽。
2018年，楊文綱改投另一支香港甲一籃球聯賽球隊滿貫。

## 國際賽生涯
在2014年11月，楊文綱代表香港籃球代表隊出戰亞洲大學男子籃球錦標賽，並協助香港爆冷在亞洲大學運動會兩度擊敗南韓國家隊，歷史性奪得亞洲大學生籃球錦標賽季軍。
2018-2019年間，楊文綱兩度得到3X3黃金聯賽國際精英賽參賽資格，2019年10月19-22日代表香港再次出席廣州站賽事，去年他們輸給了最後的冠軍球隊，止步八強，香港與南韓的Enerskin，美國的NY Harlem及上屆冠軍塞爾維亞的Liman分在B組的死亡之組，最後香港在分組賽被淘汰。

## 外部連結
- 楊文綱在Eurobasket.com（球員）（英语）
- 楊文綱在RealGM（英语）